# Heini Peters
Heini Peters (Lebensdaten unbekannt) war ein deutscher Fußballspieler, der in den 1930er Jahren für den Freiburger FC spielte.

## Karriere
Peters stürmte von 1931 bis 1937 für den Freiburger FC; zunächst in der Bezirksliga Württemberg/Baden in der Gruppe Baden, eine von seinerzeit vier Bezirksligen als höchste Spielklasse in Süddeutschland, aufgeteilt in jeweils zwei Staffeln. In der Folgesaison als Viertplatzierter für die ab der Saison 1933/34 neu eingerichtete Gauliga Baden qualifiziert, kam er in dieser zum Einsatz. Mit 15 von 35 Toren seiner Mannschaft, und damit bester Gauliga-Torschütze, trug er zum dritten Platz hinter dem SV Waldhof und dem VfR Mannheim in der Premierensaison bei. In der Folgesaison noch Platz sechs einnehmend, vermied seine Mannschaft am Saisonende 1935/36 nur aufgrund des besseren Torquotienten gegenüber dem Neuling SpVgg Amicitia Viernheim den Abstieg aus dieser Spielklasse. Mit zehn Toren (gemeinsam mit seinem Mitspieler Florian Roser und dem Mannheimer Otto Siffling) avancierte er zum fünftbesten Torschützen in der Gauliga Baden, die er mit seiner Mannschaft 1936/37 mit dem vierten Platz beendete. Im Wettbewerb um den Tschammerpokal, in dem seine Mannschaft 1935 und 1936 vertreten war, erzielte er in seinen fünf Einsätzen, von der 1. Runde an bis zum Halbfinale, in dem man dem FC Schalke 04 mit 2:6 unterlegen war, jeweils ein Tor. Sein letztes Pokalspiel bestritt er am 28. Juni 1936 im Donaustadion bei der 0:2-Zweitrundenniederlage beim 1. SSV Ulm 1928.

## Erfolge
- Dritter Gaumeisterschaft Baden 1934
- Torschützenkönig Gauliga Baden 1934